# Escut de Castellar de la Ribera
L'escut oficial de Castellar de la Ribera té el següent blasonament:
Escut caironat partit: d'atzur i d'argent ressaltant sobre el tot un castell de l'un en l'altre. Per timbre una corona mural de poble.

## Història
Va ser aprovat el 13 de maig de 1996 i publicat al DOGC el 10 de juny del mateix any dins el número 2216.
El castell és un senyal parlant referent al nom del poble. Els esmalts fan referència a la Ribera Salada, el riu que passa per la localitat: l'atzur per la "ribera" i l'argent pel topònim Salada.